# Brian Crowley

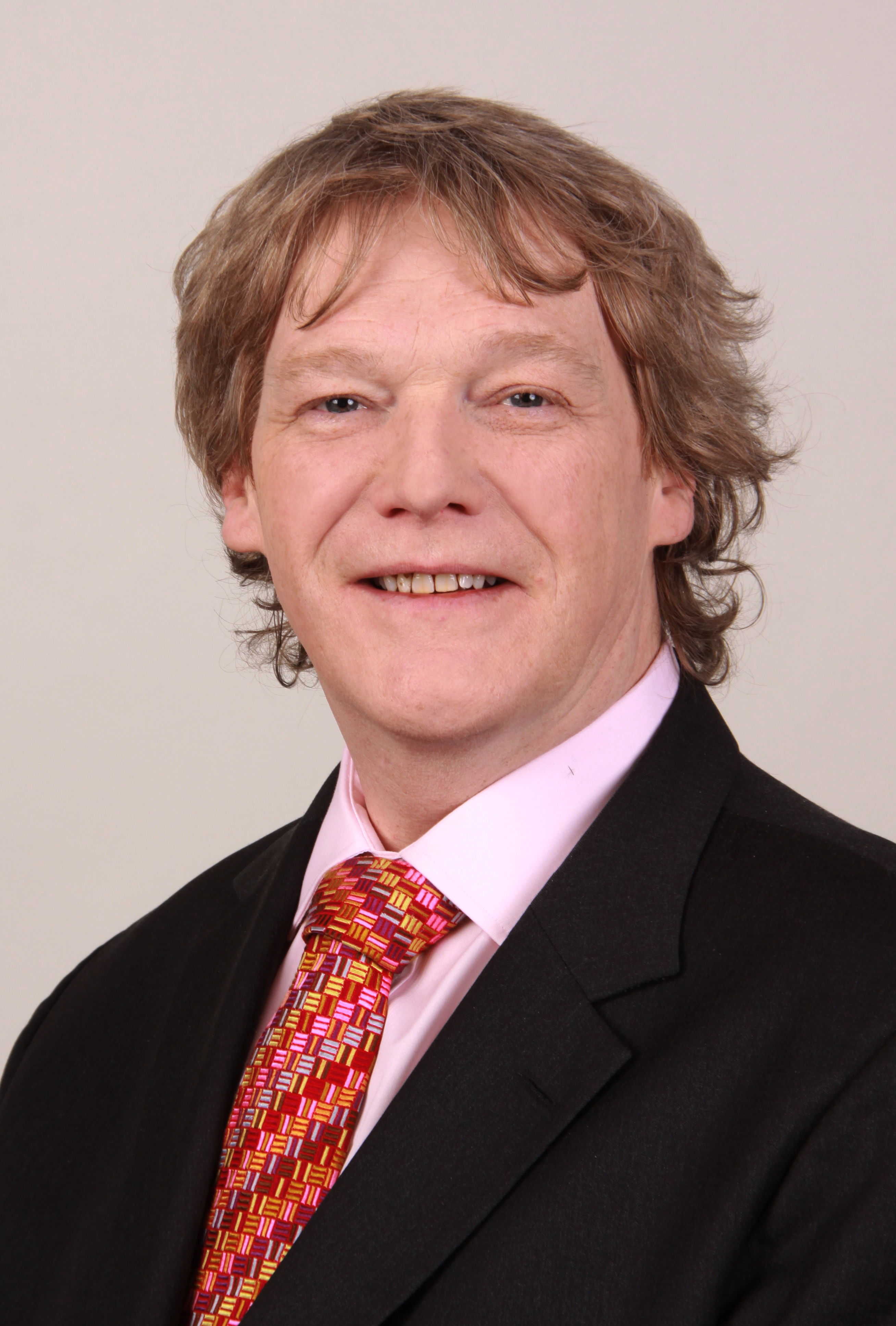
Brian Crowley (2014)

Brian Crowley (irisch Brian Mac Amhlaidh, * 4. März 1964 in Dublin) ist ein irischer Politiker und war von 1994 bis 2019 Mitglied des Europäischen Parlaments.
Crowley wurde 1964 in Dublin als eines von sechs Kindern des irischen Politikers Florence Crowley geboren und wuchs in Bandon im County Cork auf. Er studierte Rechtswissenschaft am University College Cork und erhielt dort 1993 sein Diplom. 
Von 1993 bis 1994 war er Senator im Seanad Éireann sowie Regierungssprecher für Justiz, Gleichberechtigung und Rechtsreform. Von 1997 bis 2004 war Crowley Mitglied des irischen Staatsrates.
Juli 1994 wurde er das erste Mal für die Fianna Fáil im Wahlbezirk Südirland in das Europäische Parlament gewählt und trat daraufhin am 31. August von seinem Amt als Senator zurück.
Crowley gehörte dem Europäischen Parlament während fünf aufeinanderfolgender Wahlperioden bis 2019 an. 
Mit den anderen Europaabgeordneten der Fianna Fáil saß er bis 1999 in der Fraktion Union für Europa – zusammen mit den französischen Gaullisten (RPR) und Forza Italia – und nach Auflösung der UfE in der nationalkonservativen Fraktion Union für das Europa der Nationen (UEN). Neben der Italienerin Cristiana Muscardini war Crowley von 2004 bis 2009 Ko-Vorsitzender der UEN-Fraktion. Nach der Europawahl 2009 wechselte Fianna Fáil und damit auch Crowley in die liberale ALDE-Fraktion. 
Nach der Europawahl 2014, bei der er als einziges Fianna-Fáil-Mitglied gewählt wurde, schloss sich Crowley jedoch entgegen der Bündnispolitik seiner Parteiführung der rechtskonservativen und EU-skeptischen Fraktion der Europäischen Konservativen und Reformer (EKR) und wurde daraufhin aus der Fianna Fáil ausgeschlossen. Seit 2014 war Crowley krankgeschrieben und hatte seitdem an keiner Sitzung des Europaparlaments mehr teilgenommen. Er behielt seinen Sitz im EU-Parlament aber bis zum Ende der Legislaturperiode 2019 und war in dieser Zeit auch Vorstandsmitglied der EKR-Fraktion.